# كليرون

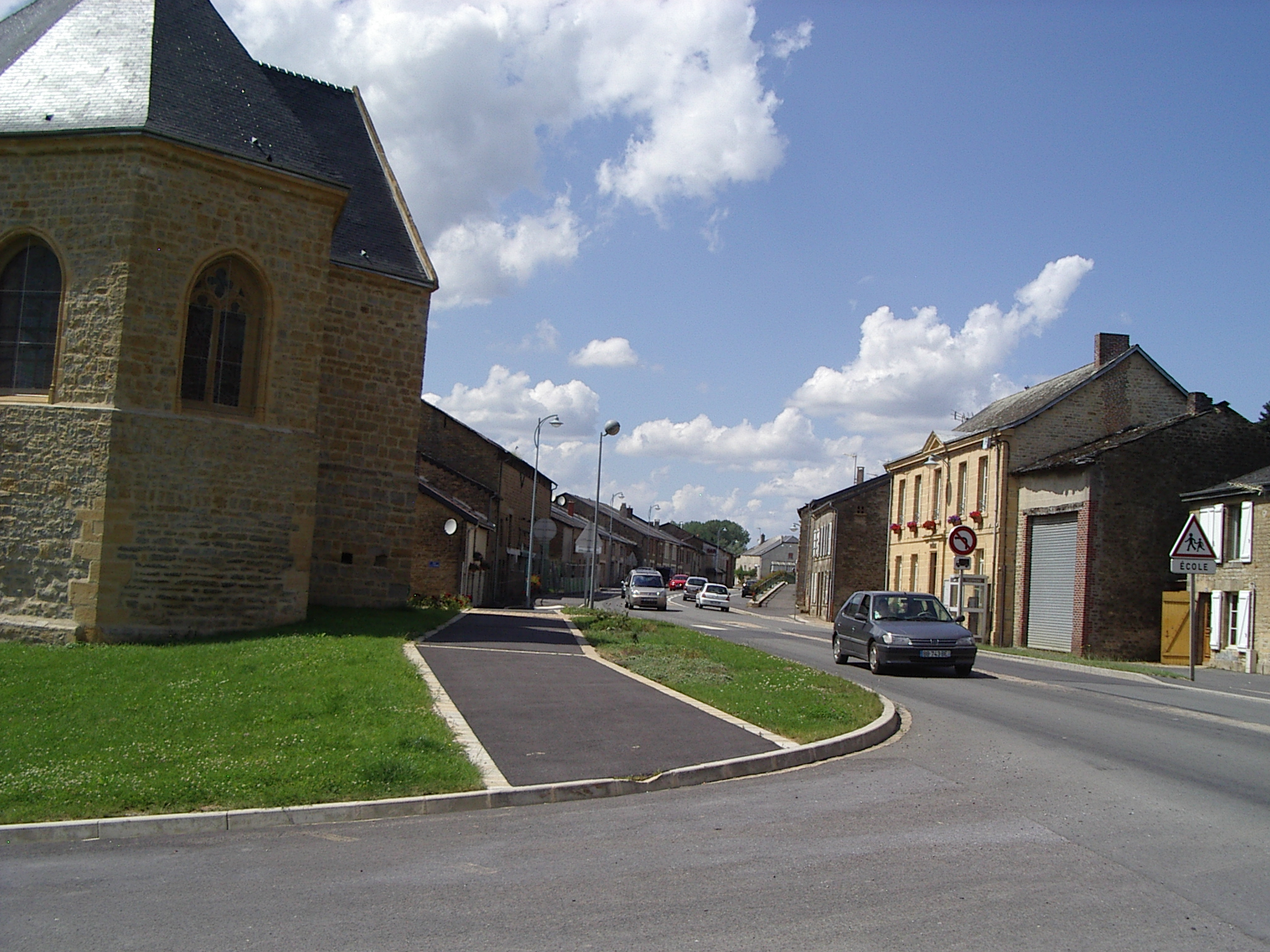
الشارع الرئيسي (RN 43).

كليرون هي بلدية فرنسية تقع في إقليم الأردين في منطقة غراند إيست. إنها قرية صغيرة يعبرها RN 43 . 

## الثقافة والتراث المحلي

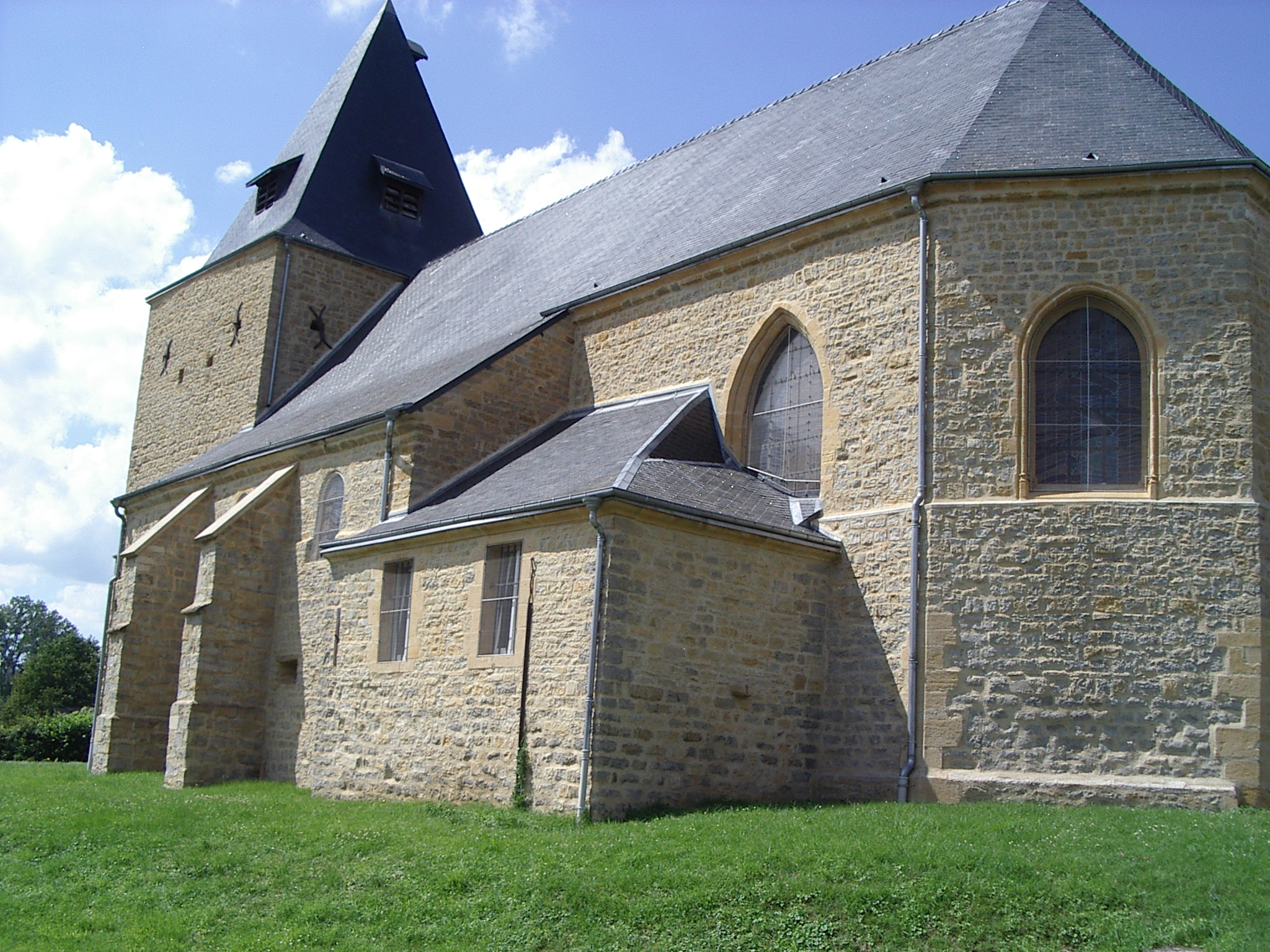
كنيسة القديس مارتن.
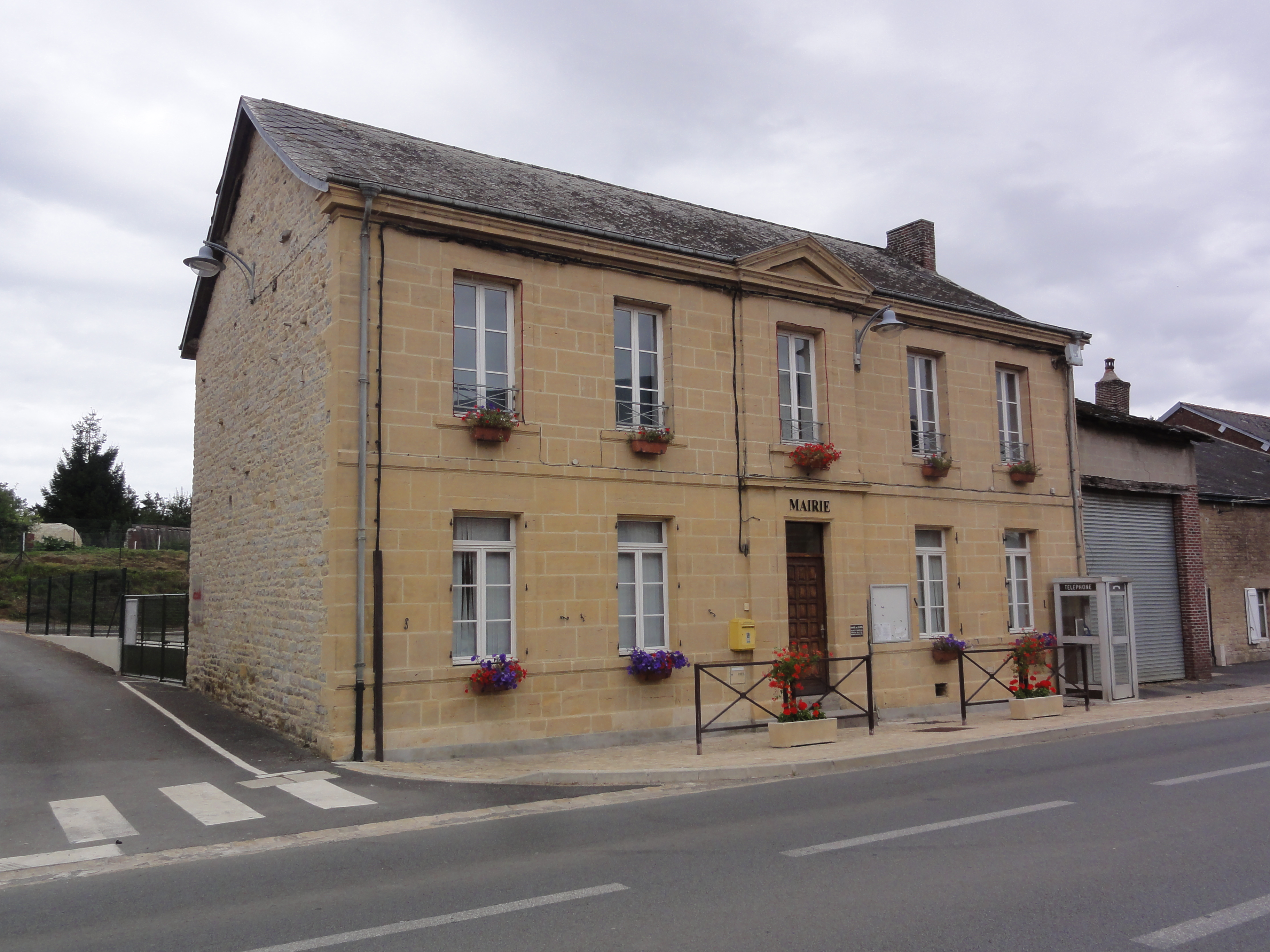
مجلس مدينة كلييرون.
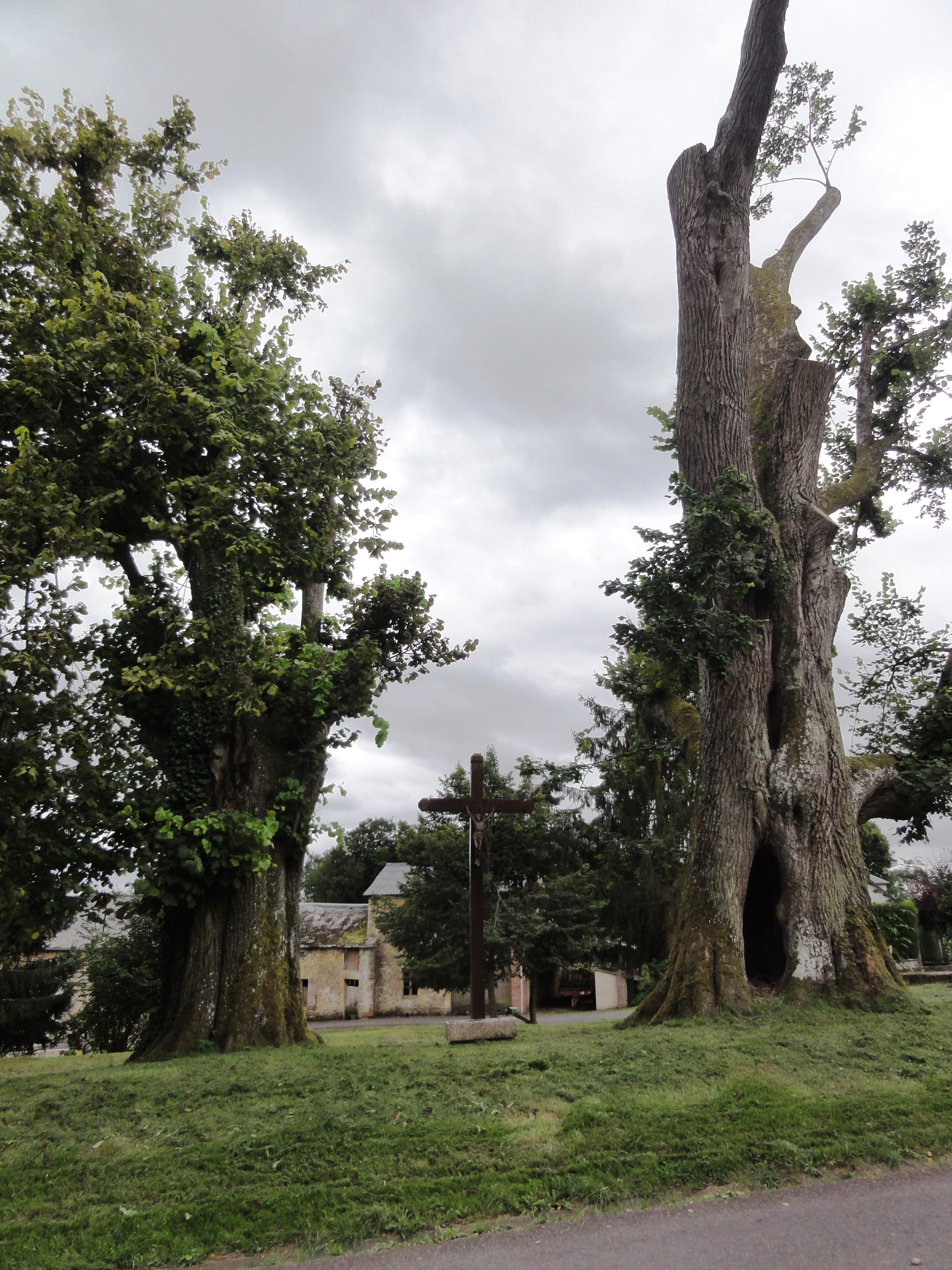
أشجار الليمون القديمة في شارو.
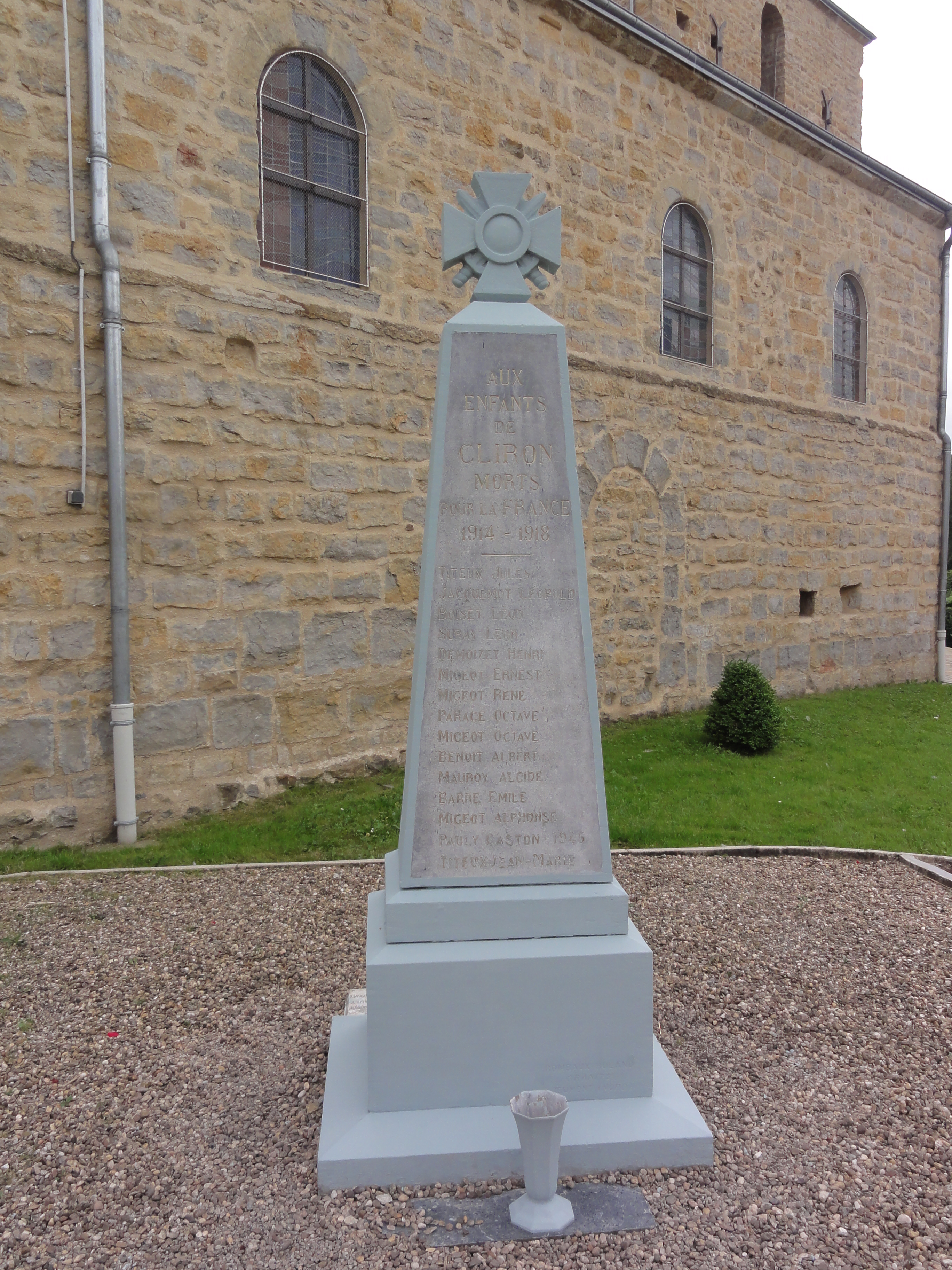
معلم أثري للموتى.